# 菅生石部神社

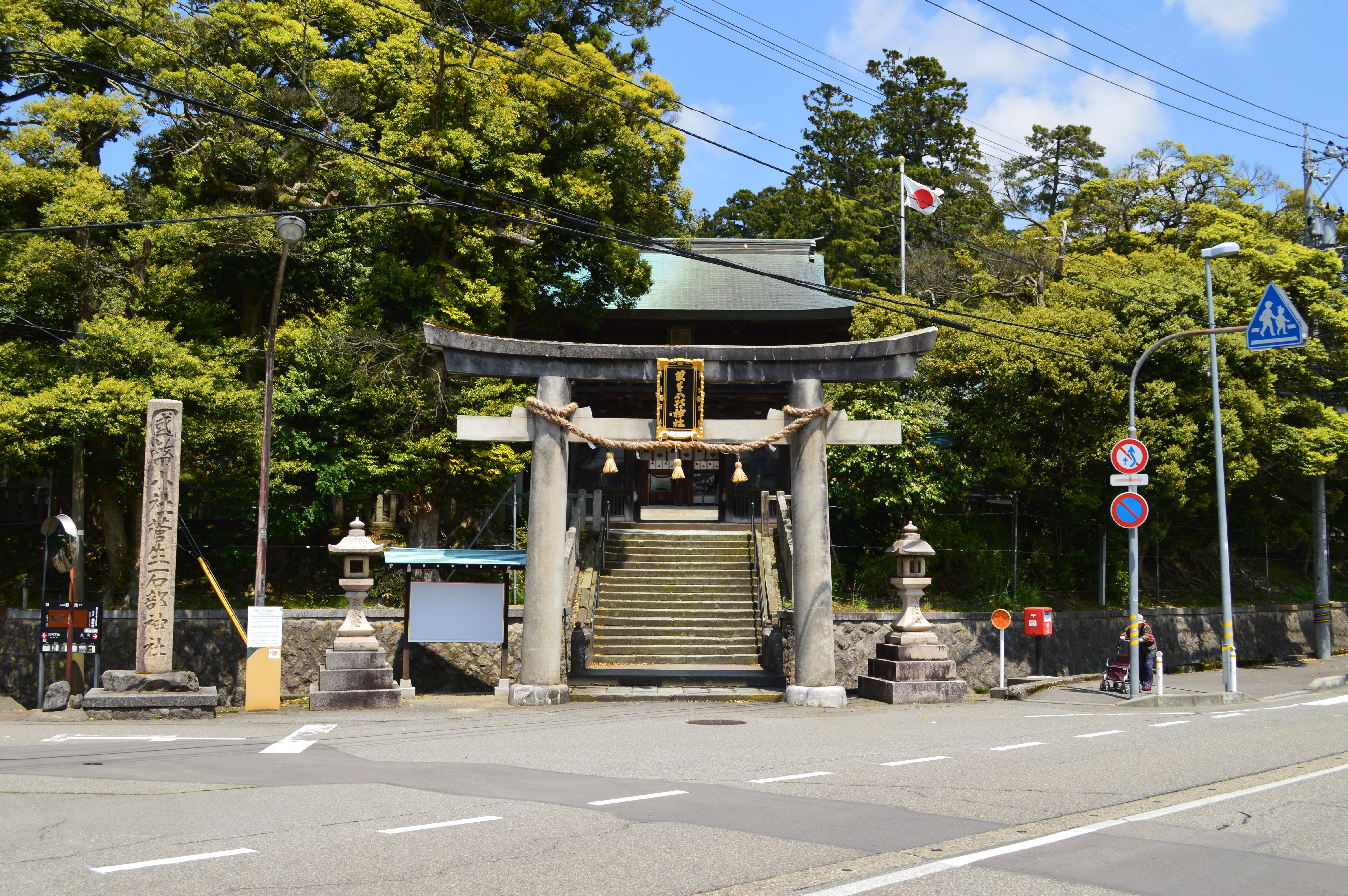
鳥居

菅生石部神社（すごういそべじんじゃ）は、石川県加賀市大聖寺敷地にある神社。式内社、加賀国二宮で、旧社格は国幣小社。現在は神社本庁の別表神社。通称を「敷地天神」・「菅生天神」とも。

## 祭神
現在の祭神は「菅生石部神」となっており、これは天津日高日子穗穗出見命、豐玉毘賣命、鵜葺草葺不合命の三柱の総称としている。
祭神については諸説あり、少彦名神とする説もある。菅生石部神の本体三柱も、元は祭神の諸説の一つであった。

## 歴史
社伝によれば、用明天皇元年（585年）、この地で疾病が流行したとき、宮中で祀られていた菅生石部神が勧請されたのに始まるという。延喜式神名帳では小社に列し、加賀国二宮とされた。古来より朝廷・武門からの崇敬が篤く、天慶3年には正四位下の神階が授けられた。『平家物語』巻七には、木曾義仲が当社へ「のみ（野美）の庄」を寄進したとの記述がある。中世には、一帯は北野天満宮の社領となっていた。「天神」の通称はそこからきたものであり、現在もその名残で境内に牛の像が残っている。
明治29年（1896年）に国幣小社に昇格した。
京都の敷地神社（わら天神）は、当社からの勧請と伝える。

## 境内

本殿
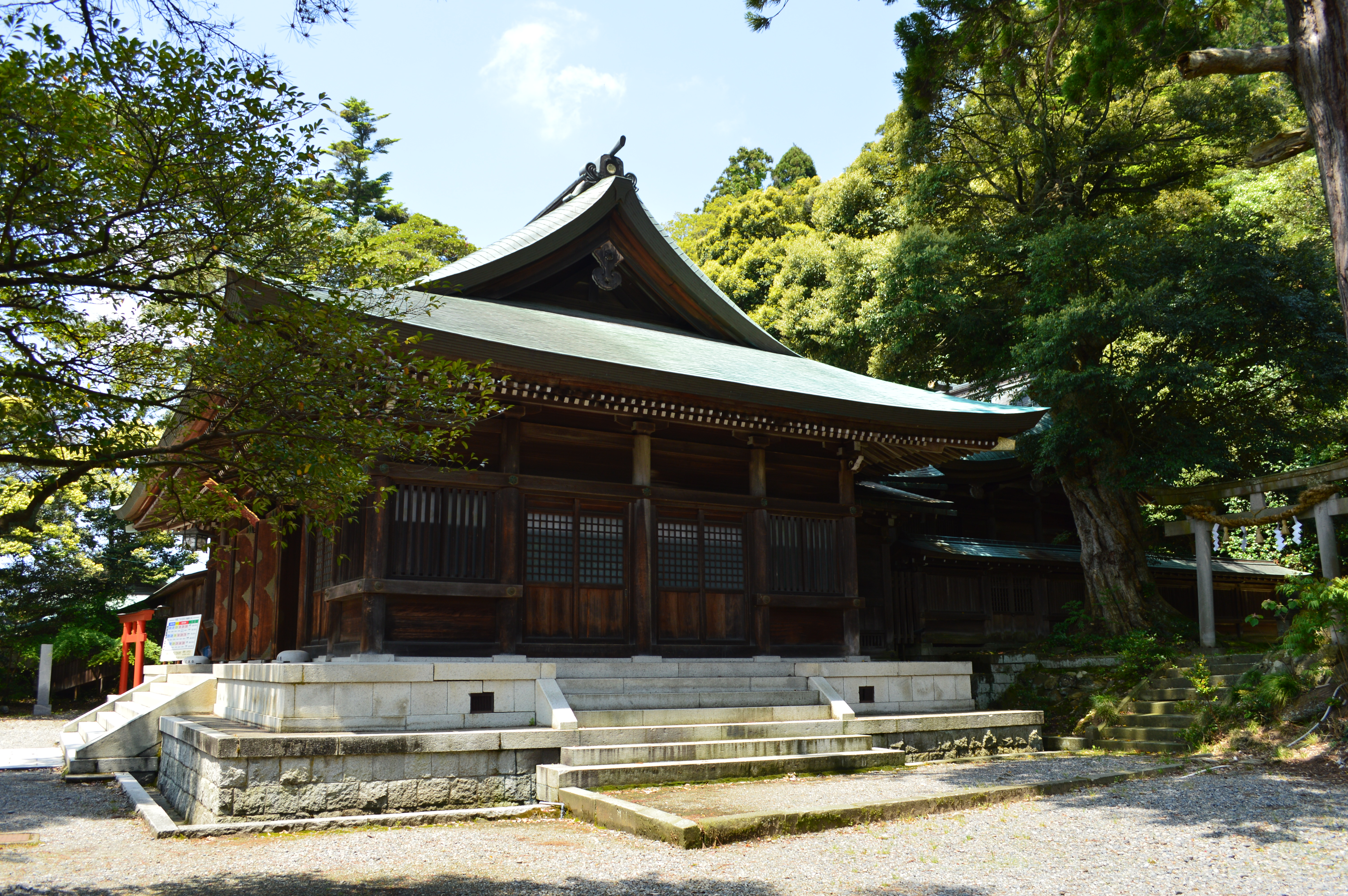
拝殿
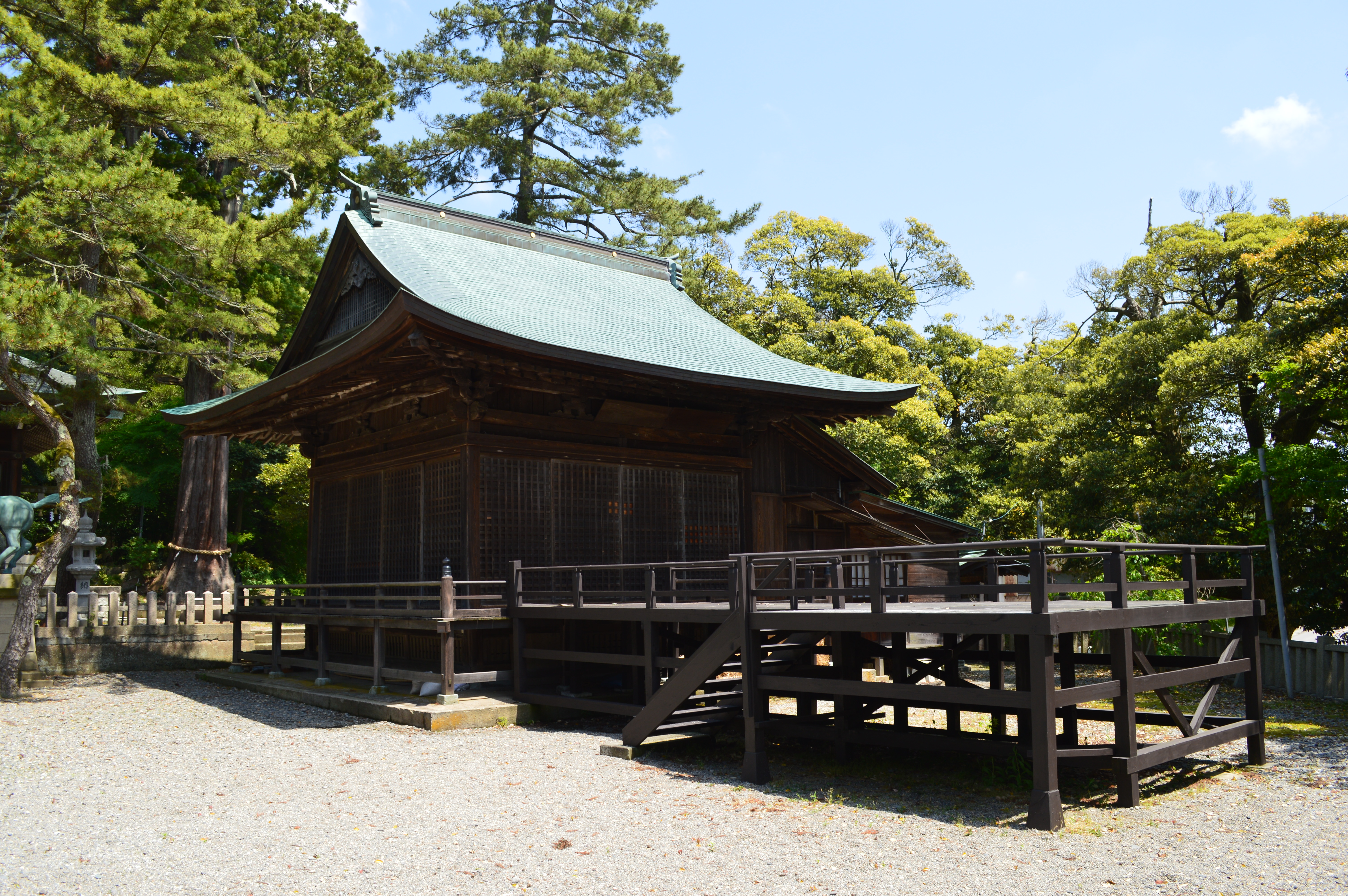
神楽殿
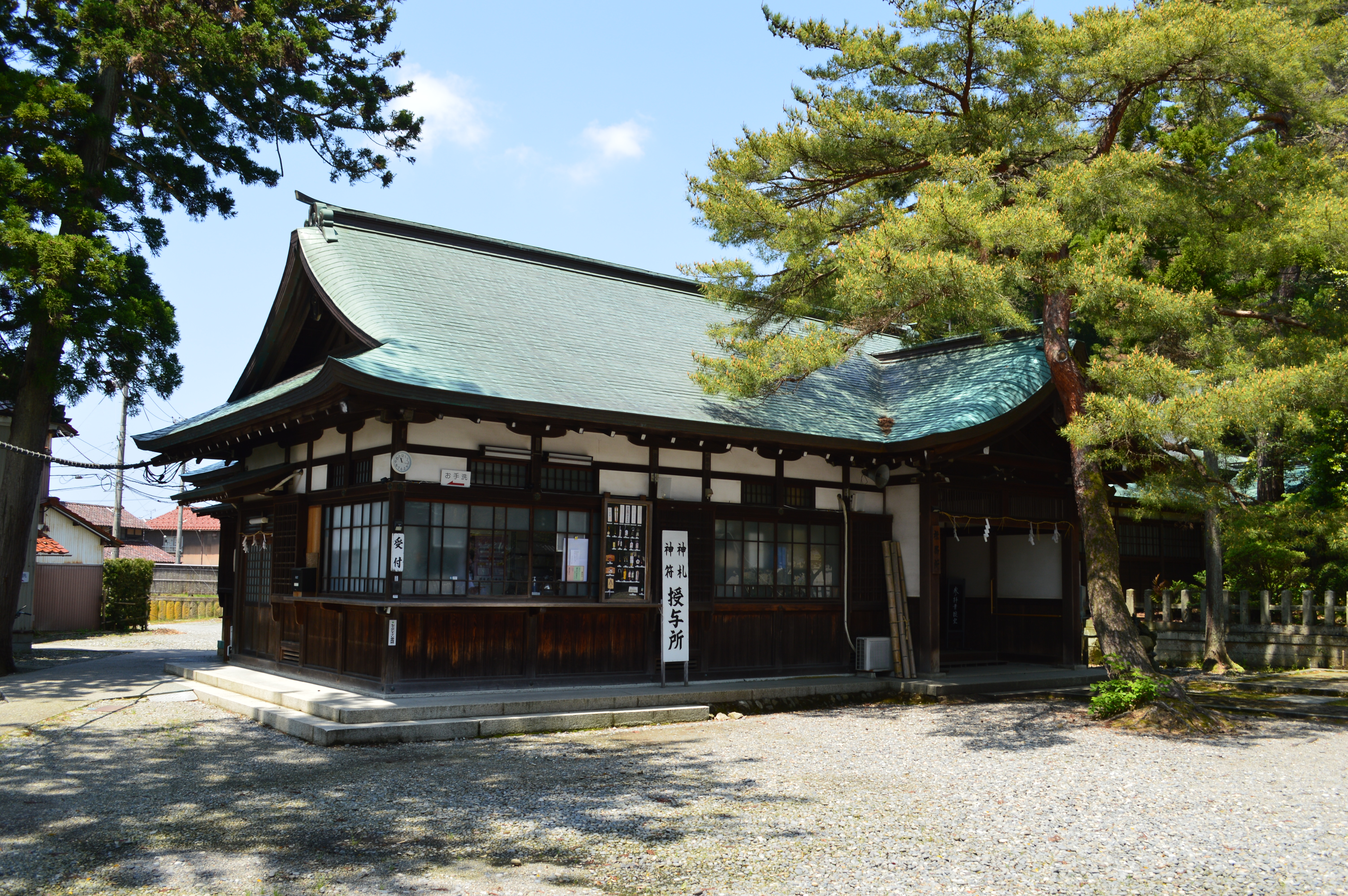
社務所
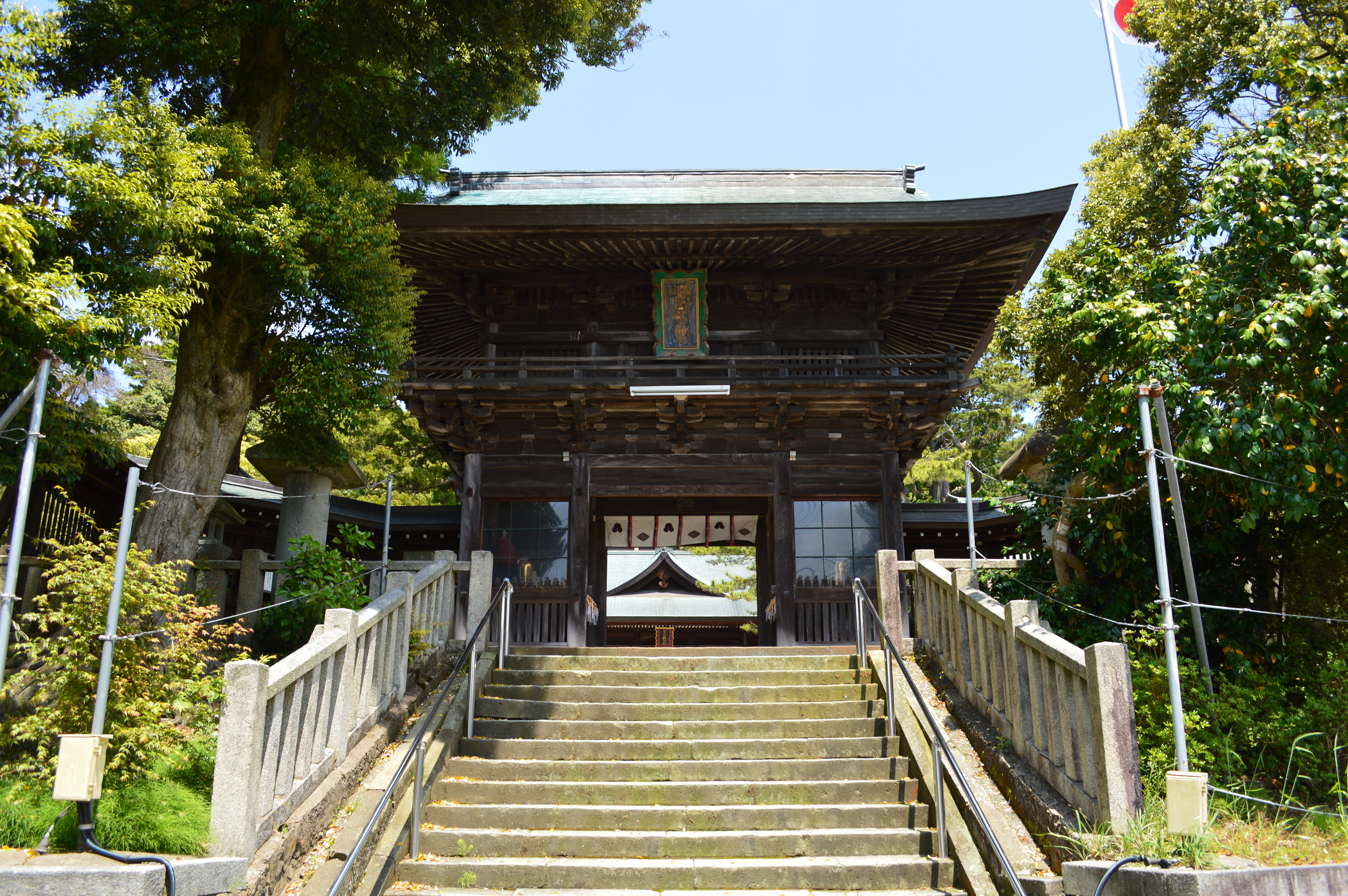
神門（加賀市指定文化財）
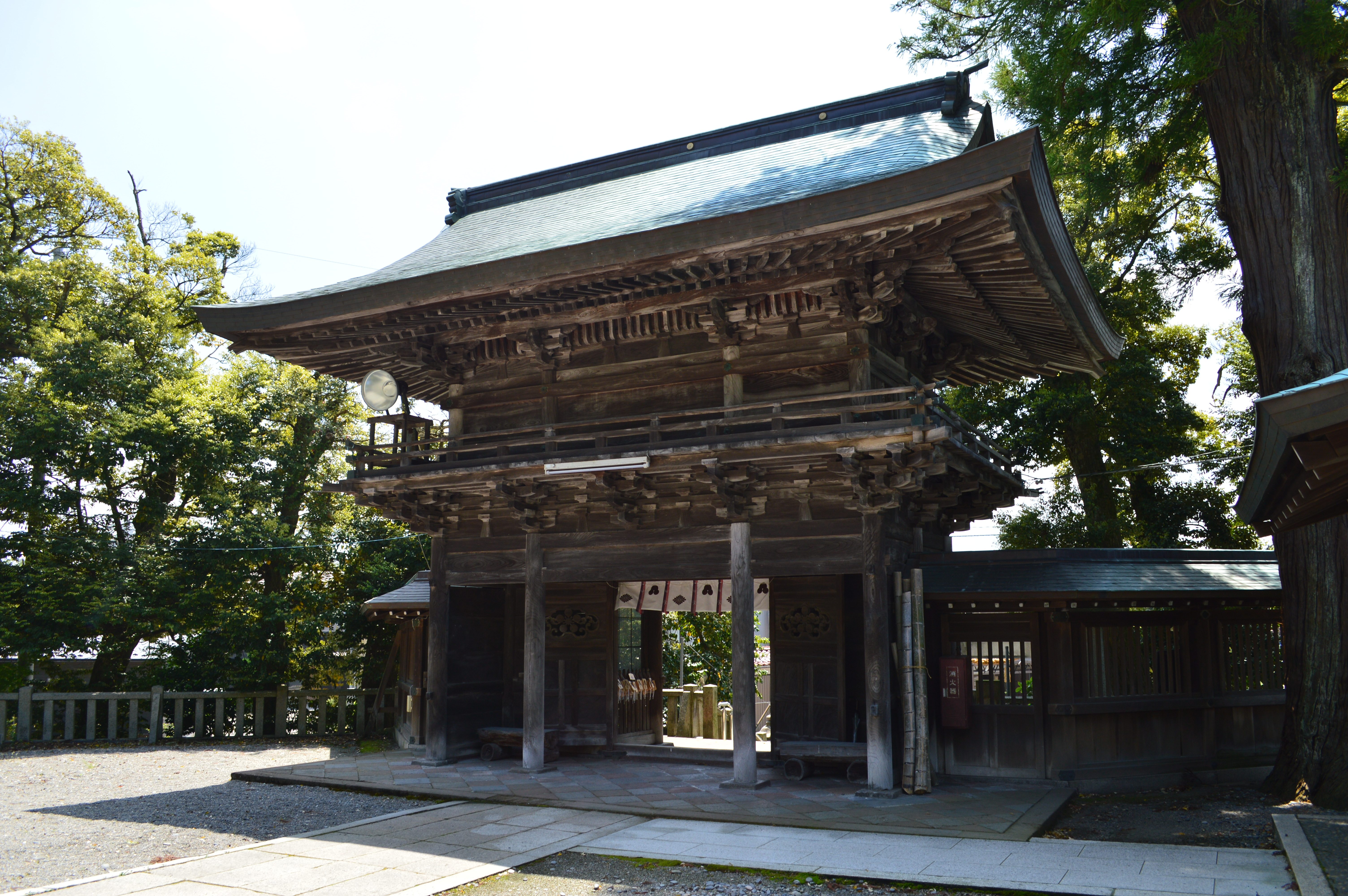
神門（境内側）
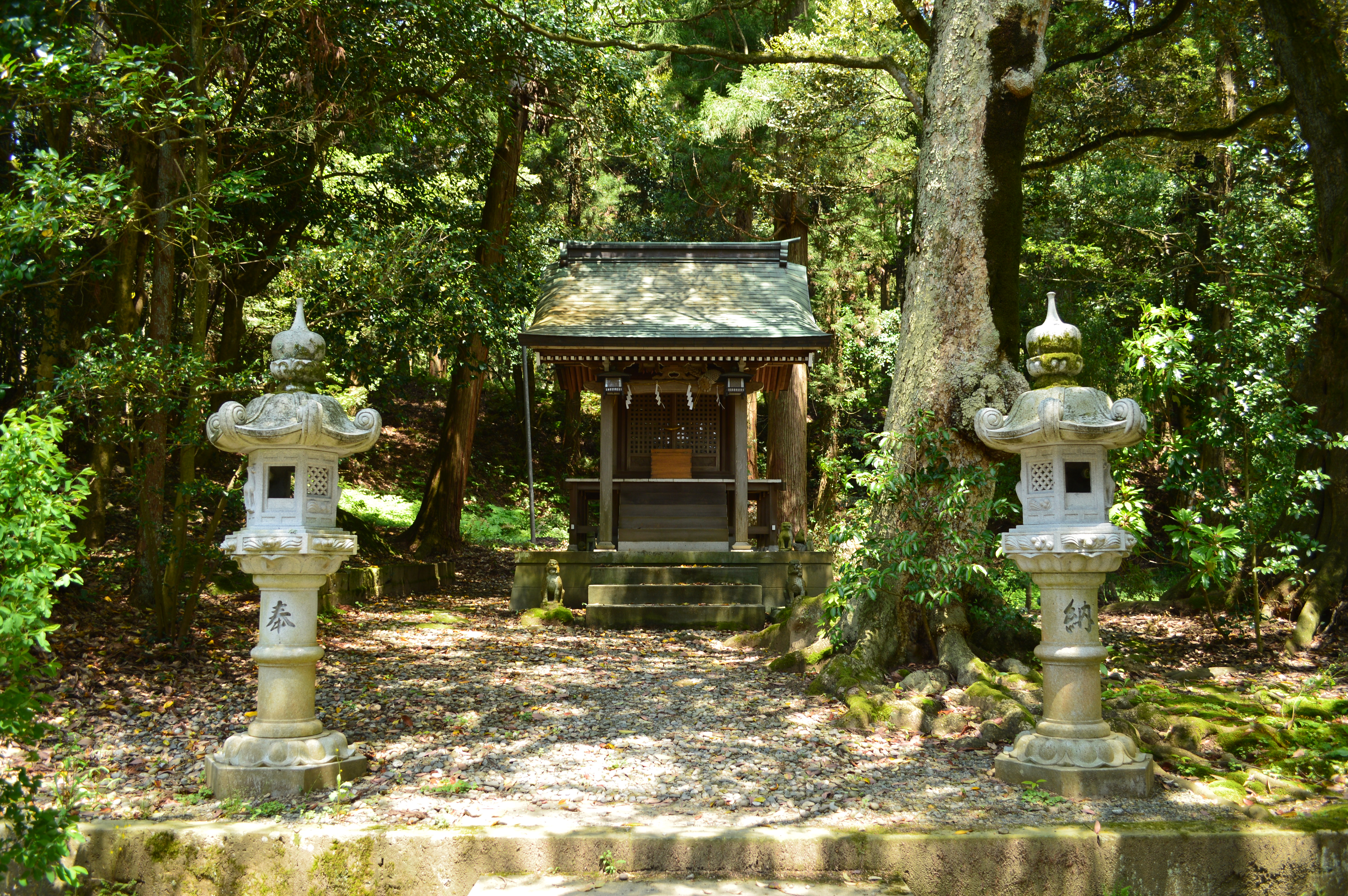
白山社
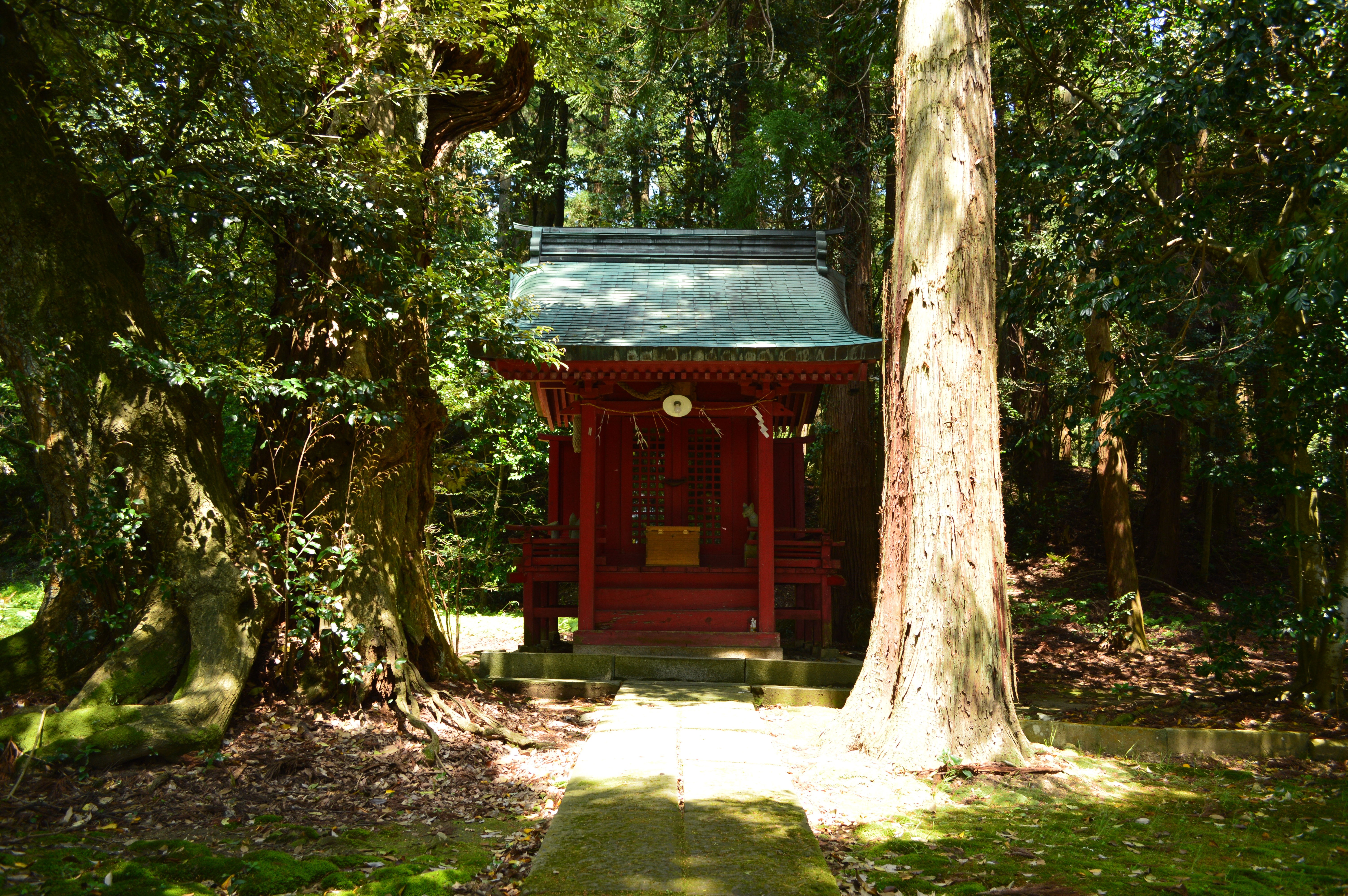
敷地稲荷社

## 祭事
毎年2月10日の例祭では、「竹割り祭り」の異名を持つ御願神事（ごんがんしんじ）が行われる。御願神事は1987年に石川県指定無形民俗文化財となる。

## 文化財

### 重要文化財（国指定）
- 蒔絵角赤手箱（附 文章1巻）（工芸品） - 東京国立博物館寄託。1900年（明治33年）4月7日指定[2]。
- 正親町天皇宸翰御詠草 永禄四年八月十五日夜三条西公条点（書跡・典籍） - 石川県立美術館寄託。1900年（明治33年）4月7日指定[3]。

### 石川県指定文化財
- 無形民俗文化財
  - 御願神事 - 1987年（昭和62年）3月23日指定[4]。

### 加賀市指定文化財
- 有形文化財
  - 菅生石部神社神門（建造物） - 1976年（昭和51年）7月19日指定[4]。
  - 藤原共方1巻 左聴等1巻 前田利長3巻 前田利常1巻 前田利治利明1巻（古文書） - 加賀市美術館寄託。1959年（昭和34年）7月13日指定[4]。
  - 洲崎久利筆縁起書1巻 前田利明筆縁起書1巻（典籍） - 加賀市美術館寄託。1959年（昭和34年）7月13日指定[4]。
  - 社禄書（足利義持 山口玄蕃 前田利長 前田利常） 4巻（古文書） - 加賀市美術館寄託。1959年（昭和34年）7月13日指定[4]。
  - 絹本著色天神画像 伝狩野元信筆（絵画） - 加賀市美術館寄託。1959年（昭和34年）7月13日指定[4]。
  - 絹本著色天神画像 伝土佐光信筆（絵画） - 加賀市美術館寄託。1959年（昭和34年）7月13日指定[4]。
  - 絹本著色寿老人図 伝周文筆（絵画） - 加賀市美術館寄託。1959年（昭和34年）7月13日指定[4]。
  - 紙本墨画野馬図 伝雪舟筆（絵画） - 加賀市美術館寄託。1959年（昭和34年）7月13日指定[4]。
  - 紙本著色源氏絵 伝土佐光信筆（絵画） - 加賀市美術館寄託。1959年（昭和34年）7月13日指定[4]。
  - 絹本著色黄初平図 伝趙子昂筆（絵画） - 加賀市美術館寄託。1959年（昭和34年）7月13日指定[4]。
  - 紙本著色三十六歌仙図 伝土佐光信画 近衛殿筆（絵画） - 加賀市美術館寄託。1959年（昭和34年）7月13日指定[4]。
  - 紙本著色三十六歌仙図 作者不詳 上倉左衛門奉納（絵画） - 加賀市美術館寄託。1959年（昭和34年）7月13日指定[4]。
  - 紙本著色三十六歌仙図 作者不詳（絵画） - 加賀市美術館寄託。1959年（昭和34年）7月13日指定[4]。
  - 紙本和歌三神図（絵画） - 加賀市美術館寄託。1959年（昭和34年）7月13日指定[4]。
  - 明青花唐人物図燭台 2点（工芸品） - 加賀市美術館寄託。1959年（昭和34年）7月13日指定[4]。
  - 明交趾孔雀牡丹紋花瓶（工芸品） - 加賀市美術館寄託。1959年（昭和34年）7月13日指定[4]。
  - 色絵鶏形香炉（工芸品） - 加賀市美術館寄託。1959年（昭和34年）7月13日指定[4]。
  - 三つ葉葵紋入白銅鏡（工芸品） - 加賀市美術館寄託。1959年（昭和34年）7月13日指定[4]。
  - 黒地葵紋散蒔絵雛道具 18点（工芸品） - 加賀市美術館寄託。1959年（昭和34年）7月13日指定[4]。
  - 能面（橋姫 浅井増女 翁） 3面（工芸品） - 加賀市美術館寄託。1959年（昭和34年）7月13日指定[4]。
  - 白地綸子地水仙唐花丸形模様縫小袖及び白絹 各1点（工芸品） - 加賀市美術館寄託。1959年（昭和34年）7月13日指定[4]。
  - 矢及び上指矢 11本（工芸品） - 加賀市美術館寄託。1959年（昭和34年）7月13日指定[4]。
  - 眉作箱（内容物共） 7点（工芸品） - 2010年（平成22年）1月26日指定[4]。
  - 伝後光厳天皇宸翰御詠草（書跡） - 加賀市美術館寄託。1959年（昭和34年）7月13日指定[4]。
  - 伝後奈良天皇宸翰御詠草（書跡） - 加賀市美術館寄託。1959年（昭和34年）7月13日指定[4]。
  - 社号額書 大覚寺宮筆（書跡） - 加賀市美術館寄託。1959年（昭和34年）7月13日指定[4]。
  - 阿弥陀名号 伝菅原道真筆（書跡） - 加賀市美術館寄託。1959年（昭和34年）7月13日指定[4]。
  - 和歌集写本 藤原家隆筆（書跡） - 加賀市美術館寄託。1959年（昭和34年）7月13日指定[4]。
  - 書 伝文覚上人筆（書跡） - 加賀市美術館寄託。1959年（昭和34年）7月13日指定[4]。
  - 法華経題目 伝加藤清正筆（書跡） - 加賀市美術館寄託。1959年（昭和34年）7月13日指定[4]。
  - 歌合集 鷹司左大臣他十人（書跡） - 加賀市美術館寄託。1959年（昭和34年）7月13日指定[4]。
- 有形民俗文化財
  - 伝潮干玉 潮満玉 2点（工芸品） - 1959年（昭和34年）7月13日指定[4]。

## 関連文献
- 安津素彦・梅田義彦編集兼監修者『神道辞典』神社新報社、1968年、33頁
- 白井永二・土岐昌訓編集『神社辞典』東京堂出版、1979年、184頁